# Монохромный монитор

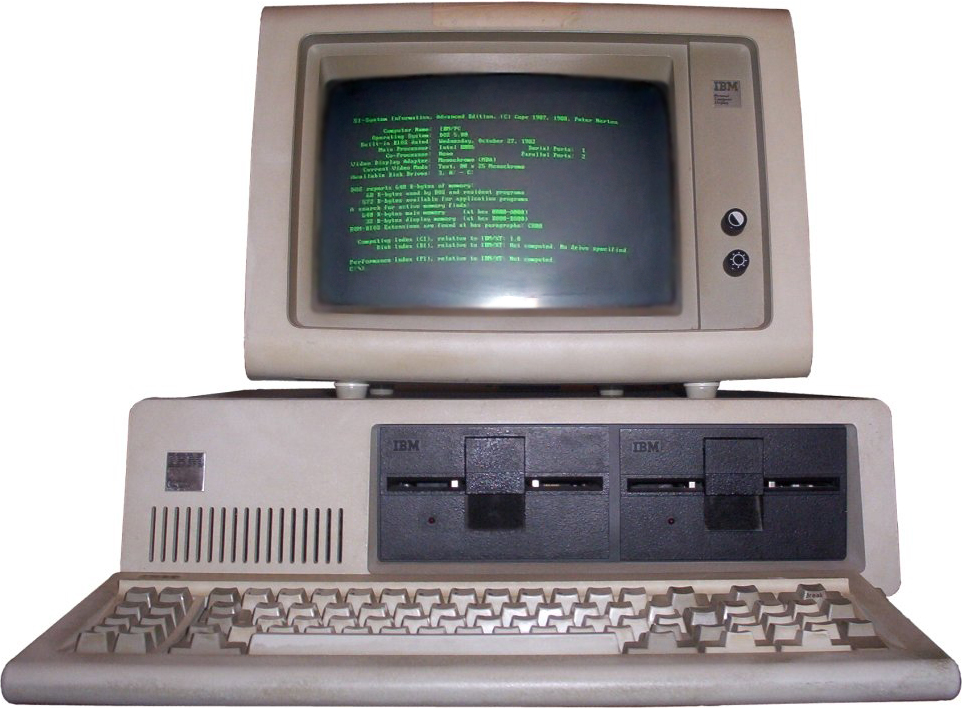
IBM компьютер с зеленым монохромным монитором.

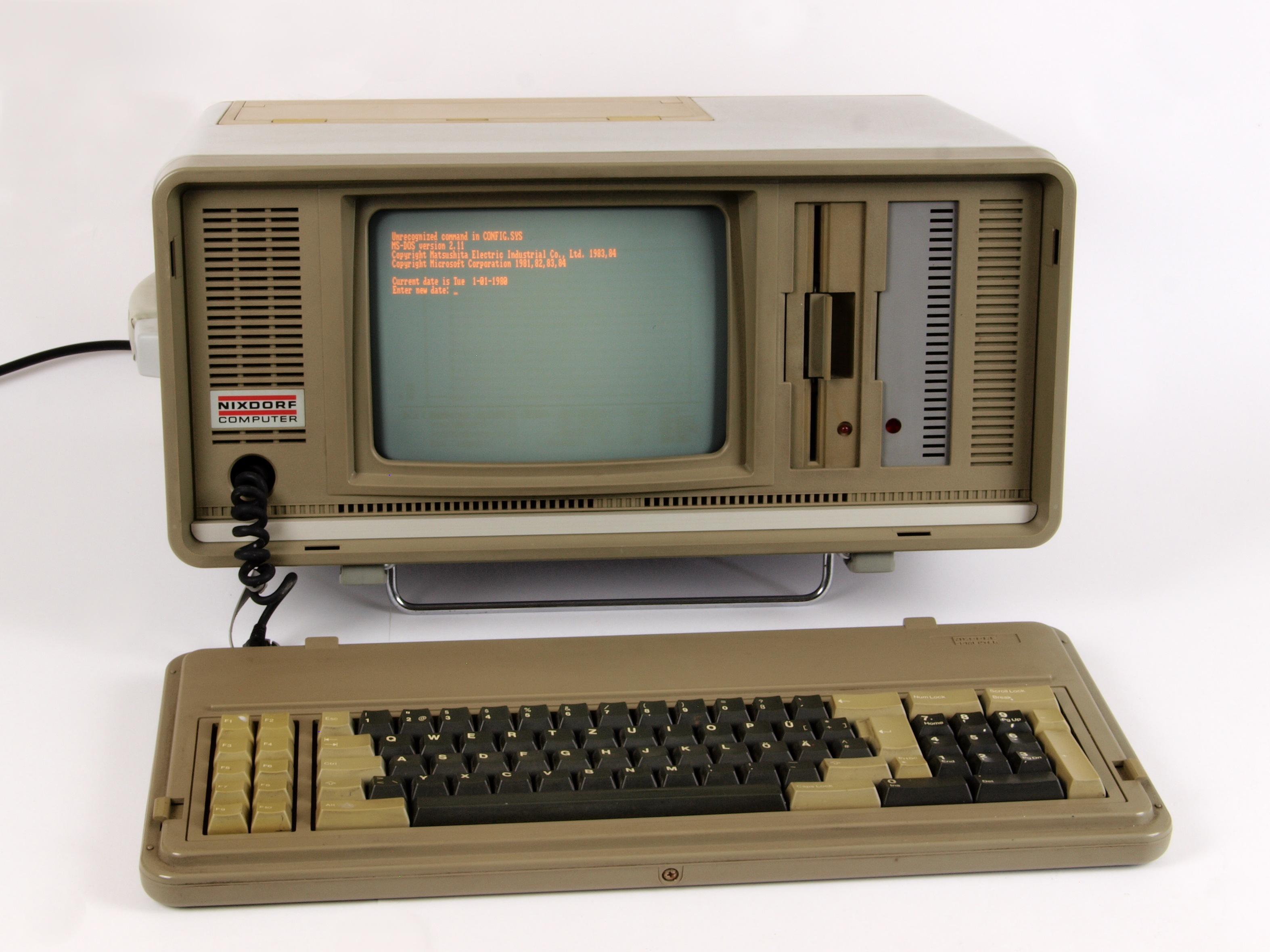
Ранний компьютер Nixdorf с желтым монитором.

Монохромный монитор — это тип компьютерного монитора, в котором текст и изображения отображаются в различных оттенках одного цвета, в отличие от цветного монитора, который может отображать текст и изображения в нескольких цветах. Они были очень распространены в первые годы развития вычислительной техники, с 1960-х по 1980-е годы, до того, как цветные мониторы стали широко доступны. Они до сих пор широко используются в таких приложениях, как компьютеризированные системы кассовых аппаратов, из-за возраста многих контрольно-кассовых аппаратов. «Зелёный экран» — распространённое название монохромного монитора с зелёным экраном, люминофором «P1»; этот термин часто ошибочно используется для обозначения любого терминала с блочным режимом отображения, независимо от цвета, например, IBM 3279, 3290.
Появившись в начале-середине 1980-х годов, они пришли на смену терминалам от компании Teletype и предшествовали цветным электронно-лучевым трубкам, а затем и ЖК-дисплеям в качестве основного устройства визуального вывода для компьютеров.

## Конструкция электронно-лучевой трубки

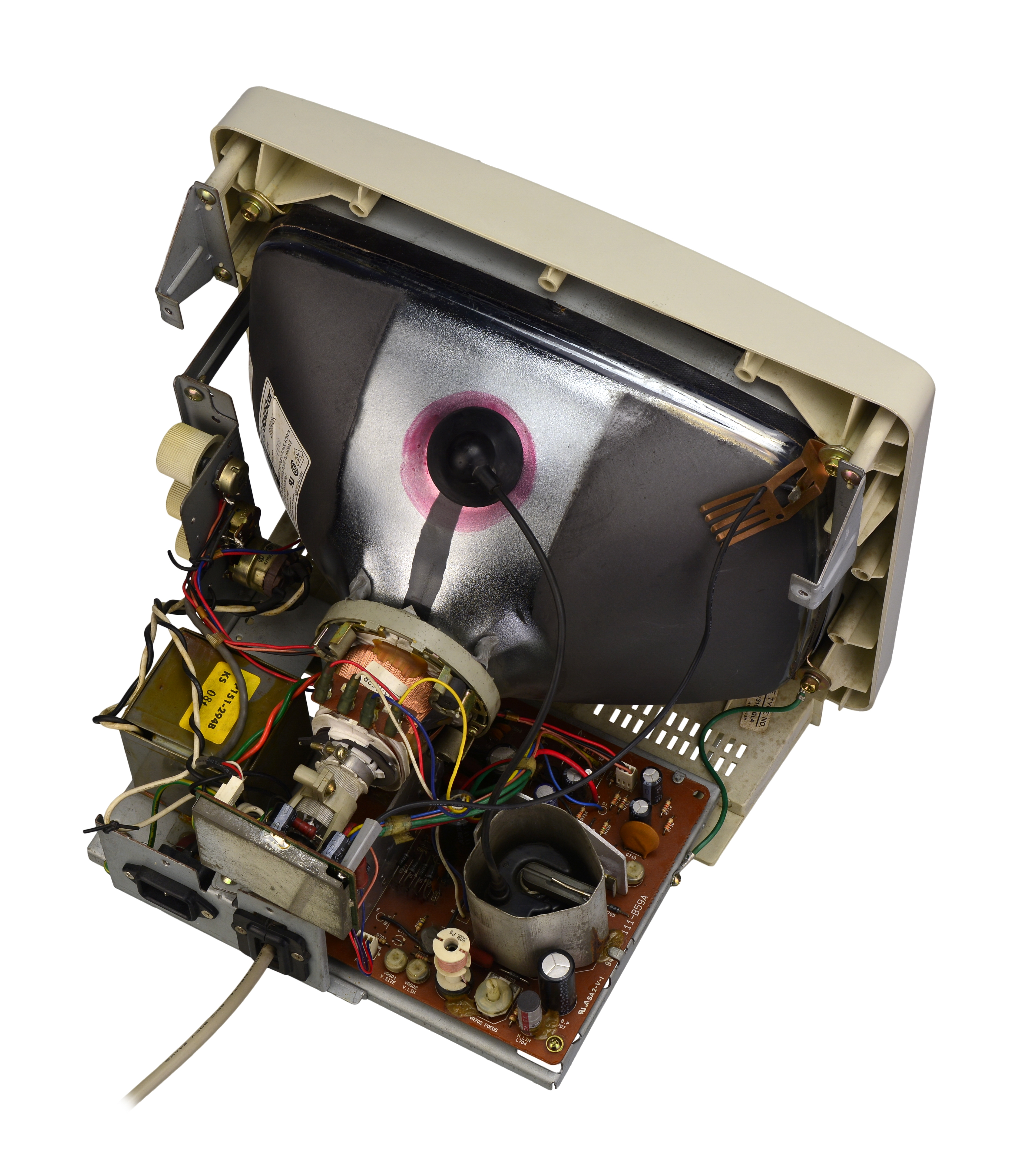
Открытый Schneider MM12 1988 года выпуска. В нём используется янтарная трубка GoldStar Type 310KGLA.

Самой распространённой технологией для монохромных мониторов была электронно-лучевая трубка, хотя, например, в плазменных дисплеях она также использовалась. В отличие от цветных мониторов, которые отображают текст и графику в нескольких цветах с помощью люминофоров красного, зелёного и синего цветов, монохромные мониторы имеют только один цвет люминофора (моно означает «один», а хром означает «цвет»). Весь текст и графика отображаются в этом цвете. Некоторые мониторы обладают способностью изменять яркость отдельных пикселей, тем самым создавая иллюзию глубины и цвета, как на чёрно-белом телевизоре.
Как правило, для экономии видеопамяти, которая была очень дорогой в 1970-х и 1980-х годах, предоставлялся только ограниченный набор уровней яркости. Либо нормальный/яркий или нормальный/тусклый (1 бит) на символ, как в VT100, либо чёрный, тёмно-серый, светло-серый, белый (2 бита) на пиксель, как в NeXT MegaPixel Display.
Монохромные мониторы обычно доступны в трёх цветах: если используется люминофор P1, экран будет зелёным. Если используется люминофор P3, экран будет жёлтым. Если используется люминофор P4, экран будет белым (известным как «белый фон»); это тот же люминофор, который использовался в первых телевизорах.
Янтарные экраны считались более эргономичными, так как снижали нагрузку на глаза по тому же принципу, что и современные фильтры синего света (фильтры визуального комфорта), которые ограничивают самые энергичные длины волн (синие), вызывающие усталость глаз, и придают экранам более янтарный оттенок. Хотя они могут повышать комфорт при длительном использовании, нет однозначных доказательств того, что эти фильтры защищают от долгосрочных повреждений сетчатки.

## Использование
Среди наиболее известных представителей ранних монохромных мониторов можно выделить VT100 от Digital Equipment Corporation, выпущенный в 1978 году, Apple Monitor III, появившийся в 1980 году, и IBM 5151, который поставлялся вместе с IBM PC моделью 5150 при его запуске в 1981 году.
Модель IBM 5151 была разработана для работы с монохромным адаптером дисплея (MDA) ПК, видеокартой, поддерживающей только текст, но видеокарта Hercules от стороннего производителя стала популярным дополнением к экрану IBM 5151 из-за сравнительно высокого разрешения растровой монохромной графики Hercules 720×348 пикселей, которая часто использовалась для бизнес-презентаций, созданных с помощью электронных таблиц, таких как Lotus 1-2-3. Это было гораздо более высокое разрешение, чем у альтернативного графического стандарта IBM Color Graphics Adapter 320×200 пикселей или 640×200 пикселей. Он также мог запускать большинство программ, написанных для стандартных графических режимов CGA-карты. Монохромные мониторы продолжали использоваться даже после появления в конце 1980-х годов стандартов IBM Enhanced Graphics Adapter и Video Graphics Array с более высоким разрешением для приложений с двумя мониторами.

## Чёткость изображения
Пиксель за пикселем монохромные ЭЛТ мониторы воспроизводят более чёткий текст и изображения, чем цветные ЭЛТ-мониторы. Это связано с тем, что монохромный монитор состоит из сплошного покрытия люминофором, и резкостью можно управлять, фокусируя электронный луч; тогда как на цветном мониторе пространство экрана разделено на триады из трёх люминофорных точек (одна красная, одна синяя, одна зелёная), разделённых маской. Эффективное разрешение цветного монитора ограничено плотностью этих триад. Кроме того, пиксели в исходном изображении не будут точно соответствовать этим триадам, поэтому по мере приближения разрешения изображения к пределу, обусловленному размером триад люминофора, будет возникать эффект муара. Монохромные мониторы использовались почти во всех старых терминалах и широко применялись в текстовых приложениях, таких как компьютеризированные кассовые аппараты и системы торговых точек, благодаря их превосходной чёткости и улучшенной читаемости.
Некоторые дисплеи с зелёным экраном были снабжены особенно полным / интенсивным люминофорным покрытием, делающим символы очень чёткими и чётко очерченными (таким образом, их легко читать), но создающим эффект послесвечения (иногда называемый «призрачным изображением»), когда текст прокручивался вниз по экрану или когда один экран с информацией быстро заменялся другим, как при обработке текста при перемещении страницы вверх / вниз. На других зелёных экранах не было сильных эффектов послесвечения, но за счёт гораздо более пиксельных изображений персонажей. В модели IBM 5151, помимо прочего, были регуляторы яркости и контрастности, позволяющие пользователю самостоятельно подобрать оптимальный вариант.

## Ограничения по использованию люминофора
Монохромные мониторы особенно подвержены к выгоранию люминофора (отсюда и появление, и название заставки), поскольку используемые люминофоры имеют очень высокую интенсивность свечения.
Другим эффектом, связанным с люминофорами высокой интенсивности, является эффект, известный как «призрачное изображение», при котором после выключения экрана на короткое время становится видна тусклая подсветка содержимого экрана.
Этот эффект «призрака» намеренно используется в некоторых мониторах, известных как «мониторы с длительным сохранением изображения». В них используется относительно длительный период затухания свечения люминофора для уменьшения мерцания и нагрузки на глаза.

## В популярной культуре
Цветовая схема, расположение символов в виде сетки и эффекты «призраков» на устаревших монохромных электронно-лучевых экранах стали привлекающим внимание визуальным сокращением для текста, созданного компьютером, часто в «футуристических» декорациях. В начальных титрах первого фильма «Призрак в доспехах» и в эффекте цифрового дождя из трилогии «Матрица» научно-фантастических фильмов на переднем плане изображены компьютерные дисплеи с «призрачным» зелёным текстом.
В научно-фантастическом телешоу «Путешественники» используется похожая сетка с янтарным текстом.
Для точной эмуляции старых монохромных терминалов CRT в целях ностальгии или ретровычислений доступно бесплатное приложение для терминала Linux под названием «Cool Retro Term». Также существует хак для XScreenSaver под названием «фосфор», который эмулирует зелёный экран с длительным сохранением изображения и может использоваться в качестве терминала.
В игре Return of the Obra Dinn, разработанной Поупом Лукасом, изображение представлено в виде эффекта монохромного экрана с шестью цветовыми вариациями.